# Tsémbéhou
Tsémbéhou eller Tsimbeo är en ort på ön Anjouan på Komorerna. Den hade 8 102 invånare år 2003.